# 福井中央郵便局
福井中央郵便局（ふくいちゅうおうゆうびんきょく）は、福井県福井市大手にある郵便局。民営化前の分類では集配普通郵便局であった。局番号は33079。

## 概要
住所：〒910-8799 福井県福井市大手3丁目1-28

### 併設施設
- ゆうちょ銀行福井店（金沢支店福井出張所）：取扱店番号330790 - 福井県内で唯一の同行直営店舗である。
- かんぽ生命保険福井支店 - 福井県内で唯一の同社直営店舗である。

### 分室
分室はなし。過去に存在した分室は以下のとおり。
- 佐佳枝分室 - 1949年（昭和24年）に廃止。

### 出張所（局外ATM）
民営化前は、当局の出張所であったが、いずれも民営化に伴い、ゆうちょ銀行金沢支店の出張所となった。
- アピタ福井大和田店内出張所
- 学園3出張所
- 西武百貨店福井店新館内出張所
- 福井県立病院内出張所
- 福井市役所内出張所
- 福井春山合同庁舎内出張所
- 福井大学内出張所
- パリオ内出張所
- パワーシティフクイワイプラザ内出張所

## 沿革
- 1872年4月8日（明治5年3月1日） - 福井郵便取扱所として開設[1]。
- 1873年（明治6年）4月1日 - 福井郵便役所となる[1]。
- 1875年（明治8年）1月1日 - 福井郵便局（三等）となる。翌日より為替取扱を開始[1]。
- 1877年（明治10年） - 貯金取扱を開始[1]。
- 1885年（明治18年） - 電信取扱を開始[1]。
- 1889年（明治22年）9月1日 - 福井郵便電信局となる[1]。
- 1903年（明治36年）4月1日 - 通信官署官制の施行に伴い福井郵便局となる[1]。
- 1947年（昭和22年）12月11日 - 郵便局で取り扱う電話通話事務を除く電話事務を福井電話局に移管[2]。
- 1949年（昭和24年）6月6日 - 福井市佐佳枝上町から同市大手町に移転。同日、佐佳枝分室を廃止。
- 1960年（昭和35年）8月1日 - 電話通話および和文受付事務の取扱を開始。
- 1986年（昭和61年）3月 - 日本海縦貫線を経由する鉄道郵便輸送（大阪青森線）が廃止[3]。
- 1987年（昭和62年）7月1日 - 福井中央郵便局に改称。
- 1992年（平成4年）8月3日 - 外国通貨の両替および旅行小切手の売買に関する業務取扱を開始。
- 1996年（平成8年）10月7日 - 地域区分局業務を福井南郵便局に移管。同日、森田郵便局から集配業務を移管。
- 2006年（平成18年）10月2日 - 鶉郵便局（〒910-3199→〒910-3143）、越前本郷郵便局（〒910-3299→〒910-3255）から集配業務を移管[4]。
- 2007年（平成19年）10月1日 - 民営化に伴い、併設された郵便事業福井支店、ゆうちょ銀行福井店、かんぽ生命保険福井支店に一部業務を移管。
- 2012年（平成24年）10月1日 - 日本郵便株式会社の発足に伴い、郵便事業福井支店を福井中央郵便局に統合。
- 2015年（平成27年）10月1日 - ゆうゆう窓口の24時間営業を廃止。

## 取扱内容

### 福井中央郵便局
- 郵便、印紙、ゆうパック、内容証明
- 福井市内の一部地域（〒910-00xx、910-01xx、910-08xx、910-31xx、910-32xx、910-8xxx）の集配業務
- ゆうゆう窓口

### ゆうちょ銀行福井店
- 貯金、貸付、為替、振替、振込、国際送金、外貨両替、国債、投資信託、変額年金保険
- ATM（ホリデーサービス実施店）

### かんぽ生命保険福井支店
- 3階に所在。個人向け窓口業務は1階の福井支店福井中央郵便局かんぽサービス部が行う。

## 周辺
- 福井県庁
- 福井市役所
- 福井城跡

## アクセス
- 北陸新幹線、ハピラインふくい線、えちぜん鉄道勝山永平寺線 福井駅　西口より徒歩約5分
- 福井鉄道福武線 福井駅停留場より徒歩約4分
- 京福バス 「駅前大通り」より徒歩約3分（東行：放送会館前）、約5分（西行：1～3番）
  - すまいるバス 「駅前商店街」より徒歩約4分
- E8 北陸自動車道 福井ICより西へ約5 km（車で約15分）
- 駐車場あり：19台